# 非人
非人（ひにん）は、主に、
1. 日本中世の特定職能民・芸能民の呼称であり、次第に被差別民の呼称となる。
2. 江戸時代の賎民身分の呼称である。

いわゆる士農工商には属さないが、公家や医師や神人等と同様にあくまでも身分制度上の身分とされ、人別帳の枠内にある。さらに多数説によると、非人は「下人」といわれた不自由民・奴隷とも全く異なる存在であるとする。

## 概要
非人という言葉は仏教に由来するとも言われ、『法華経』「提婆品」などにこの単語が見られる。しかし、そこでは差別的な含蓄は一切なく、単に比丘や比丘尼などの人間（mānuṣa）に対してそれ以外の者（amānuṣa）、具体的には釈迦如来の眷属である天人や龍といった八部衆を指す言葉として用いられている。日本では平安時代に橘逸勢が842年（承和9年）に反逆罪に問われ、姓・官位を剥奪されて「非人」の姓を天皇から与えられたのが文献上の初例とされる。
非人の語は、時代や地域によって言葉が指す内容（社会関係上の立場や就業形態や排他的業務など）が大きく異なる。
非人という語義は、広義の非人と狭義の非人に分けられる。広義の非人とは、犬神人（いぬじにん）・墓守・河原者・放免（ほうめん）・乞胸（ごうむね）・猿飼・八瀬童子等々の生業からくる総称である。狭義の非人は犯罪により非人に落ちた者、無宿の非人とされているがさらなる調査研究が必要とされる。
具体的には、罪人・世捨て人・乞食・ハンセン病患者など、多様な人々を含む。基本的な職掌は物乞いだが、検非違使の下で掃除・刑吏も担当したほか、街角の清掃や「門付（かどづけ）」などの芸能、長吏の下役として警備や刑死者の埋葬、病気になった入牢者や少年囚人の世話などにも従事した。また、武装して戦うことや葬送地の管理権を持っており、為政者から施行を受ける権利も有した。

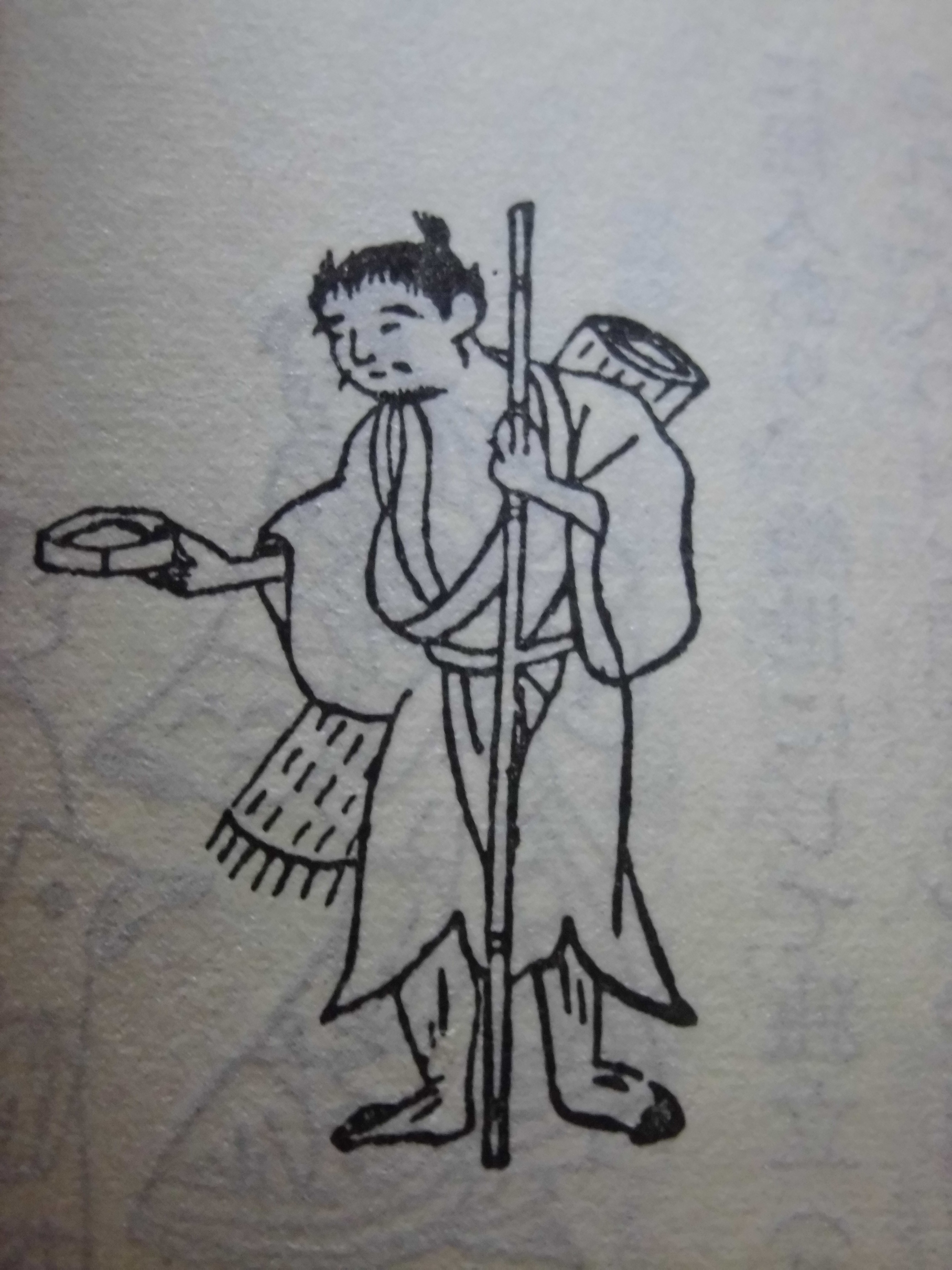
乞食
（『和漢三才図会』（正徳2年（1712年）成立）より）

非人は、関東では穢多頭・弾左衛門と各地の長吏小頭の支配下にあった。江戸の非人には、抱非人と野非人との別があった。野非人は「無宿」（無戸籍、人別帳から外れている者）で、飢饉などになると一挙にその数が増えた。抱非人は、非人小屋頭と言われる親方に抱えられ、各地の非人小屋に定住していた。非人小屋は江戸の各地にあった。非人小屋頭はそれぞれ有力な非人頭の支配を受けており、江戸には4人（一時期5人になったこともある）いた。この4人の非人頭がそれぞれ弾左衛門の支配下にあった。4人の非人頭の中でも特に有力なのが浅草非人頭・車善七だった。

## 変遷
非人の形成期には、検非違使管轄下で「囚人の世話・死刑囚の処刑・罪人宅の破却・死者の埋葬・死牛馬の処理・街路の清掃・井戸掘り・造園・街の警備」などに排他的特権的に従事した。また悲田院や非人宿に収容されたことから、病者や障害者の世話といった仕事も引き受けていた地域・集団もあった。また芸能に従事する者もおり、芸能史の一翼を担ってきた。
鎌倉時代には叡尊や忍性による悲田院の再興を受けて西大寺真言律宗の元に組織化されたり、一遍の時宗とともに遊行する者もいた。非人救済を説いた叡尊は、非人を文殊菩薩として信仰の対象ともみていた。中世の非人の多くは異形（蓬髪・顎鬚・童姿等）の者であった。やがて河原者・無宿者などを指すようになった。江戸時代には身分や居住地域・従事職能等が固定化された。

## 江戸時代

### 定義
江戸時代の非人は基本的には乞食である。京都奉行所によって設置された岡崎の悲田院村の年寄とその配下の居村（与次郎）によって管理された。また悲田院村以外にも各地に非人小屋があり、小屋頭が置かれた。各町の木戸番などには、悲田院村年寄と小屋番頭の保証によって非人身分の者が派遣された。
近世の非人の発生は、江戸時代の町と村の成立過程と不即不離の関係にある。村においては地方知行制から俸禄制へと移行する中で、村に対する武士の直接的関与が薄れ、年貢の村請けが進行するに伴い、病気や災害などにより年貢を皆済できない百姓が村の根帳（人別帳）から外れ、町へ流入。町においては城下町整備に伴う治安悪化・出火対策の一環として、人返し令等に代表される里帰し政策を取り続けるが、一方ではこれを保護の対象とし、抱非人として更生を図った。
江戸時代の非人には、以下の者も含む。
1. 代々の「非人素性」の者
2. 非人手下（ひにんてか）という刑罰で非人になる者（後述）
3. 野非人（無宿）- 野非人・無宿は、非人の組織に属さないまま、浮浪状態にある者である。追放刑に処せられた者や経済的困窮などによって欠落（かけおち）し無宿となり浮浪状態となる。取締の対象であり、捕まった野非人は元の居所に返されるか、抱非人に編入された。この脱走が3回に及ぶと死罪にされた（1790年（寛政2年））。

また職制的な穢多とは異なり、非人身分は身元引受人の有無、有期経過(10年)、その他の諸事情や考慮等により元の身分に復帰できた（足洗い・足抜き）。

### 非人手下
生まれながらの非人のほかに、刑罰として、平人から非人へ身分を切りかえられるものがあった。それを非人手下といった。
「御定書百箇条」には非人手下になる犯科として次のようなものを挙げてある。
一、姉妹伯母姪と密通したもの。 - 男女共遠国非人手下。
一、相対死（心中）を企てて双方存命のとき。 - 三日晒（さらし）の上非人手下。
一、主人と下女と相対死を企てて仕損じ、主人が存命のとき。 - 三日晒（さらし）の上非人手下。
一、三笠附（みかさづけ）博奕の句拾いをしたもの、ならびに取退無尽の札売りをしたもの。 - 家財取上げの上非人手下。
一、離別した妻に傷を負わせたもの。 - 入墨の上遠国非人手下。
一、十五歳以下の無宿で、途中小盗などしたもの。

### 生業と役負担
非人の生活を支えた生業は勧進である。小屋ごとに勧進場というテリトリーがあり、小屋ごとに勧進権を独占した。非人の課役は、行刑下役・警察役などである。本来町や村は、共同体を維持するため、よそ者や乞食を排除する目的で番人を雇っていたが、非人はこの役を務めた（番非人、非人番）。番太郎・番太とも呼ばれた。
死牛馬解体処理や皮革処理は、時代や地域により穢多（長吏・かわた等）との分業が行われていたこともあるが、概ね独占もしくは排他的に従事していたといえる。ただしそれらの権利は穢多に帰属した。

### 町方と在方
- 町方と在方の非人の異同

### 江戸
江戸には、約3000人の非人がおり（4〜5000とする説も）車善七が総括し、各地の非人頭の支配下にあったが、車善七は享保年間の1722年に穢多頭の浅草矢野弾左衛門の支配下に入った。これによって、髷を切り、結ってはならないということになった（非人頭・小屋頭は結ってもよいとされた）。
各地の非人頭及び主業務は以下の通り。
- 車善七
江戸の非人を総括、但し、非人の仕事に関し上納金を徴収できる一種の徴税権のみであり、裁判権は弾左衛門に属した。
浅草溜支配
  - 松右衛門（）
車善七に次ぐ。
品川溜支配、品川仕置場（鈴ヶ森刑場）雑事
    - 次郎兵衛（）
中橋（京橋川にかかるもの）在、南町奉行所仮牢雑事
    - 新四郎
四日市（日本橋近辺）在、北町奉行所仮牢雑事
    - 長兵衛
谷[注釈 4]、伝馬町牢屋敷雑事
    - 善三郎
深川（富岡八幡宮門前）在、引廻し晒しの棒突き、浅草女溜
    - 惣左衛門
浅茅ヶ原（台東区花川戸周辺）在、処刑死骸片付け
    - 久兵衛
代々木在、その他雑事

非人頭は善七、松右衛門、善三郎、久兵衛の4人で、人数の一番多い善七が代表していた。主に、江戸の北半分を善七、南半分を松右衛門が支配し、善三郎は善七に、久兵衛は松右衛門に属していた。この4人の下に30〜40の小屋があり、それぞれに小屋頭がいた。その下にも小屋があり、小頭が置かれていた。その下のものは小屋者と呼ばれた。仕事内容は、小屋頭がやるもの、小屋者がやるもの、弾左衛門の配下がやるものなど、細かく規定されていた。

### 関東
江戸の他においても弾左衛門の支配は、関八州（水戸藩・日光神領を除く）、伊豆国、陸奥国の南端、甲斐国・駿河国の一部に及び、当該地域の非人は弾左衛門の配下となった。

### 関西
畿内においては、中世以来有力寺社との結びつきが強く、多くが各寺社の管理下に置かれた。しかし制度として整備された関東の弾左衛門による組織的な集中支配下に置かれた関係とは異なる。そのためか京都や大坂の町奉行で解決できなかった例が多く残る。時代・地域によっても多様であり、未だ解明されていない部分が多い。

### その他
有名な例として、太平の世で注文が激減、ついには非人小屋入りしたことから「非人清光」と呼ばれた刀鍛冶、加州清光などもいた。穢多と異なり脇差は禁止され、穢多と同様に傘は禁止された。

## 感染症との関連

### ハンセン病
中世にはハンセン病は仏罰・神罰の現れと考えられており、発症した者は非人であるという不文律があった。鎌倉時代の文献によると、患者と家族が相談し、相当の金品を添えて非人宿にひきとられ、非人長吏（穢多）の統率下におかれたとある。これにより、都市では重病者が悲田院や北山十八間戸、極楽寺などに収容された例もある。江戸時代にはこの病になると家族が患者を四国八十八ヶ所や熊本の加藤清正公祠などの霊場へ巡礼に旅立たせた。このためこれらの場所に患者が多く物乞をして定住することになった。旅費が無い場合は単に集団から追放され、死ぬまで乞食をしながら付近の霊場巡礼をしたり、患者のみで集落を成して勧進などで生活した。貧民の間に住むこともあり、その場合は差別は少なかった。患者が漁にでると、マグロがよく獲れるという迷信が各地にあり、漁業に携わる者もいた。